# Bidaspa tatakkana
Bidaspa tatakkana är en fjärilsart som beskrevs av Matsumura 1929. Bidaspa tatakkana ingår i släktet Bidaspa och familjen juvelvingar. Inga underarter finns listade i Catalogue of Life.